# Funäsdalen
Funäsdalen er et byområde i Härjedalens kommun i Jämtlands län i Sverige. I 2010 var indbyggertallet 890.